# 圣迪济耶莱雷讷
圣迪济耶莱雷讷（法語：Saint-Dizier-Leyrenne，法語發音：[sɛ̃ dizje leʁɛn]）是法国克勒兹省的一个市镇，位于该省西部，属于盖雷区。

## 地理
圣迪济耶莱雷讷（46°1'46"N, 1°42'44"E）面积46.63 平方千米，位于法国新阿基坦大区克勒兹省，该省份为法国中部省份，位于法國中央高原西北部，北起安德尔省和谢尔省，西接维埃纳省，南至科雷兹省，东临多姆山省，东北与阿列省接壤。
与圣迪济耶莱雷讷接壤的市镇（或旧市镇、城区）包括：欧隆、欧热尔、博斯莫罗莱米内、塞魯、沙特吕勒马谢、雅纳亚、马斯巴罗梅里尼亚、托龙。

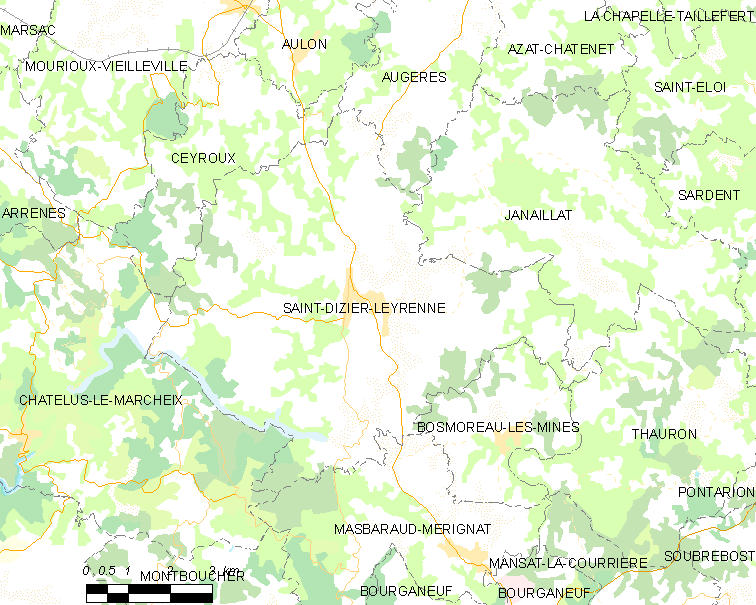
圣迪济耶莱雷讷的OSM定位图

圣迪济耶莱雷讷的时区为UTC+01:00、UTC+02:00（夏令时）。

## 行政
圣迪济耶莱雷讷的邮政编码为23400，INSEE市镇编码为23189。

## 政治
圣迪济耶莱雷讷所属的省级选区为布尔加讷夫县。

## 人口

1962-2008年间圣迪济耶莱雷讷人口变化图示

圣迪济耶莱雷讷于2018年1月1日时的人口数量为779人。